# Cologne (Gers)
Cologne – miejscowość i gmina we Francji, w regionie Oksytania, w departamencie Gers.
Według danych na rok 1990 gminę zamieszkiwało 519 osób, a gęstość zaludnienia wynosiła 80 osób/km² (wśród 3020 gmin regionu Midi-Pireneje Cologne plasuje się na 576. miejscu pod względem liczby ludności, natomiast pod względem powierzchni na miejscu 1367.).